# Capella Savaria
A Capella Savaria magyar kamarazenekar, amely 1981-ben alakult Szombathelyen.
Barokk és klasszikus zenét játszanak. Több lemezt is kiadtak már, és egész Európában felléptek. 1991-ben elnyerték a Liszt-díjat, 2017-ben Weöres Sándor-díjat kaptak.
Első művészeti vezetőjük az alapító, Németh Pál, akit 1999-ben Kalló Zsolt követett.
Ők a legrégebbi, korhű hangszereken játszó kamarazenekar Magyarországon.
Lemezeiket a Hungaroton jelenteti meg.

## Fordítás
Ez a szócikk részben vagy egészben  a   Capella Savaria című angol Wikipédia-szócikk fordításán alapul.  Az eredeti cikk szerkesztőit annak laptörténete sorolja fel. Ez a jelzés csupán a megfogalmazás eredetét és a szerzői jogokat jelzi, nem szolgál a cikkben szereplő információk forrásmegjelöléseként.